# Abbaye Notre-Dame de Beaupré-sur-la-Lys
Pour des articles plus généraux, voir Abbaye et Christianisation et urbanisation du Nord-Pas-de-Calais.
Pour les articles homonymes, voir Abbaye de Beaupré.
L'abbaye de Beaupré ou abbaye Notre-Dame de Beaupré-sur-la-Lys, était une abbaye féminine de l'ordre cistercien, située sur la commune de La Gorgue dans le département du Nord et la région Nord-Pas-de-Calais.

## Situation
Le site est situé à quelques centaines de mètres à l'ouest de la confluence de la Lys et de la Lawe, à 15 km au nord de Béthune, entre Merville et La Gorgue.

## Histoire
L'abbaye est fondée en 1221 par les seigneurs Robert et Daniel, avoués de Béthune. Elle prend la succession de la collégiale de Lestrem, supprimée avec l'autorisation du pape, et la convertissent en une abbaye de femmes. 
Dans une charte, Guillaume de Béthune, (Maison de Béthune), avoué d'Arras, dote l'abbaye « récemment érigée », près du moulin de La Gorgue. 
Le monastère est affilié à l'ordre de Citeaux en 1224.
Il portait le nom de « Beaupré, Bellum Pratum » probablement en raison de l'endroit verdoyant où il se situait. Il semble qu'il succédait à une ancienne abbaye dite de « La Fosse ». Les religieuses se qualifiaient volontiers de « bernardines ».
Au XIIIe siècle, l'abbaye reçoit plusieurs dotations de plusieurs seigneurs, dons en argent, terres (terre d'Hinges) ou droits divers ainsi que des parts de dîmes (ex : de la paroisse de Saint-Martin de Tilloy (sans doute l'actuelle Ligny-Thilloy); de Neuve-Chapelle; d'Ecques; La Gorgue;...). Mr Le Glay énumère les différentes chartes qu'il a pu retrouver, d'où il ressort que l'abbaye possédait des biens ou des droits sur plusieurs paroisses environnantes, cause parfois de différents avec d'autres églises (différend entre l'abbaye et  l'abbaye Saint-Jean-Baptiste de Chocques au sujet des dîmes et oblations d'Estaires et de La Gorgue, réglé en 1221 par Adam, évêque de Thérouanne).
Les guerres de Religion provoquent la dispersion de la communauté qui revient avant 1588.  La guerre entre France et Espagne de 1645 à 1660 est suivie d'une période de paix.
À la Révolution, l'abbaye fut vendue puis entièrement détruite.
C'est actuellement un site archéologique.
En 1991, un projet de rectification du cours de la Lys entraîne des fouilles de sauvetage.

## Liste des prieures et abbesses
Prieures
- 1219-1220 : Béatrice
- 1220-1224 : Marie I

Abbesses
- 1224-1230 : Catherine I
- 1230-1231 : Marie II
- 1231-12?? : Emmeline
- 12??-1261 : Péronne I de Lannoy
- 1261-1300 : Pétronille
- 1300-13?? : Isabelle I d’Englos
- 13??-13?? : Agnès I
- 13??-1326 : Péronne II de Lannoy
- 1326-13?? : Marie III de Lannoy
- 13??-13?? : Péronne III d’Englos
- 13??-1382 : Agnès II de Beauffremetz
- 1382-1386 : Jeanne I de Beauffremetz
- 1386-14?? : Isabelle II Verdier
- 14??-14?? : Marie IV d’Avesnes
- 14??-1460 : Catherine II de Bersacques
- 1460-14?? : Christine I Lecocq
- 14??-1503 : Christine II
- 1503-1508 : Marie V Viellart
- 1508-1512 : Jeanne II Rose
- 1512-15?? : Catherine III Cocle
- 15??-15?? : Philippine Wille
- 15??-1554 : Marie VI de Waes
- 1554-1582 : Gentienne de Chantereine de Watrimouilles
- 1582-1603 : Guillemette Doucet
- 1603-1628 : Marie VII Anne de Maupetit
- 1628-1634 : Marie VIII Jeanne Monsoret
- 1634-1639 : Barbe de Boyaval
- 1639-16?? : Maximilienne d’Oyenburghe
- 16??-1649 : Anne Facon
- 1649-1657 : Marie IX Loisel
- 1657-1673 : Marie X Madeleine de La Pierre
- 1673-1687 : Catherine IV Desplanques
- 1687-1736 : Antoinette-Hippolyte de Wazières
- 1736-1748 : Marie XI Isabelle d’Haffringues
- 1748-1768 : Marie XII Angélique de Béhague de Rolleghem
- 1768-1790 : Renée-Judith-Ferdinande-Victoire Desruelles de Saint-Venant

Source : Gallia Christiana

## Architecture
Il ne reste que des fondations qui dessinent au sol le plan de l'abbaye.
Les anciens bâtiments du XIIIe siècle situés à l'est comprenaient un oratoire, une salle capitulaire et un réfectoire primitif ainsi que le dortoir des moniales à l'étage.
Le logis de l'abbesse a été construit à l'ouest en 1588 et rénové en 1737. Un nouveau réfectoire est alors construit dans l'aile nord qui comportait aussi les cuisines et le dortoir des converses à l'étage.
Le cloitre centré par un puits était fermé au sud par l'église dédicacée en 1547 puis restaurée en 1597 alors que sont construits la porterie et divers autres bâtiments (grange, basse-cour).